# Vandværksskoven
57°25′08.28″N 010°28′16.60″Ø / 57.4189667°N 10.4712778°Ø
Vandværksskoven er et mere end 1 kvadratkilometer stort skovområde ved Frederikshavn.
Skoven, der er omkring 100 år gammel, har fået navn efter et lokalt vandværk, der fra 1884 til 1992 forsynede Frederikshavn med vand. I skoven er der udlagt stier og veje, og den er et yndet rekreationsområde for både lokale og turister. Skoven, der strækker sig fra Cloostårnet til Bangsbo Museum, har et arboret (træsamling), hvor der er plantet ca. 100 forskellige træsorter, der normalt ikke er tilpasset det nordiske klima.